# Reinhold Selberg
Gustaf Reinhold Selberg (i riksdagen kallad Selberg i Svartbyn), född 2 oktober 1884 i Överluleå, död där 8 mars 1981, var en svensk lantbrukare och politiker (folkpartist).
Reinhold Selberg, som kom från en bondefamilj, var lantbrukare i Svartbyn i Överluleå, där han också var kommunalnämndens ordförande 1919–1939 och därefter kommunalkamrer i Överluleå 1940–1946. Han var även ledamot av Norrbottens läns landsting 1926–1942 samt 1946, och var i perioder förvaltningsutskottets vice ordförande i landstinget. 
Han var även ordförande i Norrbottens läns valkretsförbund av Frisinnade landsföreningen och, efter den liberala återföreningen 1934, Folkpartiet.
Reinhold Selberg var riksdagsledamot i andra kammaren för Norrbottens läns valkrets 1929–1932 och tillhörde då Frisinnade landsföreningens riksdagsgrupp Frisinnade folkpartiet. Han var bland annat ledamot i andra kammarens tredje tillfälliga utskott 1931–1932. Som riksdagsman engagerade han sig bland annat i kommunikationsfrågor såsom väghållning.
Reinhold Selberg är begravd på Lundagårds kyrkogård i Boden.